# Jan Swerts
Jan Swerts (født 25. december 1825 i Antwerpen, død 11. august 1879 i Marienbad) var en belgisk maler. 
Swerts var elev af akademiet i sin fødeby og af Nicaise de Keyser. Han indgik arbejdsfællesskab med Godfried Guffens, propagerede sammen med denne, efter at de 1850 sammen havde foretaget en rejse til Italien og Tyskland og var blevet begejstrede for Overbecks, Cornelius' og andre tyske maleres kunst, for kendskab i hans fædreland til den moderne Münchenkunst; de støttedes af den belgiske regering og fik 1859 arrangeret en udstilling (der i de følgende år greb stærkt ind i belgisk kunstliv) af de vigtigste repræsentanter for tysk freskomaleri. I forening med sin kunstfælle udførte Swerts større vægmalerier i Antwerpen og omegn; på egen hånd udsmykkede han blandt andet rådhuset i Kortrijk. I 1874 blev Swerts direktør for Prags Kunstakademi; hernede malede han blandt andet vægbilleder til den hellige Annas kapel i Prags Domkirke. Han har også malet en del staffelibilleder (historie og genre).
- Halskæde
- Balduinus I
- Første bibelstudie